# Aleksandr Filippienko
Aleksandr Georgiewicz Filippienko (ros. Александр Георгиевич Филиппенко; ur. 2 września 1944 w Moskwie) – radziecki i rosyjski aktor. Został uhonorowany odznaką Ludowego Artysty Federacji Rosyjskiej w 2000 roku.
Znany głównie z roli Władimira Władimirowicza Prutkowskiego, ojca Wiktorii z rosyjskiego serialu komediowego Niania.

## Życiorys
Aleksandr Filippienko urodził się w Moskwie, ale uczęszczał do szkoły wyższej w Ałmaty w Kazachstanie. Po raz pierwszy pojawił się na scenie w Uniwersytecie Moskiewskim Our Home w scenie adaptacji Kersanowa Story of Tsar Emelian. Od 1969 roku Filippienko został członkiem Teatru na Tagance.

## Wybrana filmografia
- 1982: Tam, na tajemniczych dróżkach
- 1983: Samoloty torpedowe jako generał
- 1984: Mój przyjaciel Iwan Łapszyn jako Zanadworow
- 1984: Miednyj andiel
- 1991: Wewnętrzny krąg jako major Chitrow
- 1994: Mistrz i Małgorzata jako Korowiow-Fagot
- 1996: Kariera Arturo Ui jako Arturo Ui
- 2000: Carska rodzina Romanowów jako Lenin
- 2002: Liedi na dień jako hrabia Alfonso Romero
- 2002: Sliedstwije wiedut ZnaToKi jako Landsziew
- 2003: Biedna Nastia jako Andriej Płatonowicz Zabałujew
- 2005: Mistrz i Małgorzata jako Azazello
- 2006: Aziris nuna jako Nemenkhotep
- 2007: Zagowor jako prosektor Kosorotow
- 2008: Niania jako Władimir Władimirowicz Prutkowski
- 2009: Leningrad jako Arkatow

## Nagrody i odznaczenia
- Zasłużony Artysta RFSRR (1989)
- Państwowa Nagroda Federacji Rosyjskiej (1999)
- Ludowy Artysta Federacji Rosyjskiej (2000)

Źródło